# St. Alban (Oberhausen)

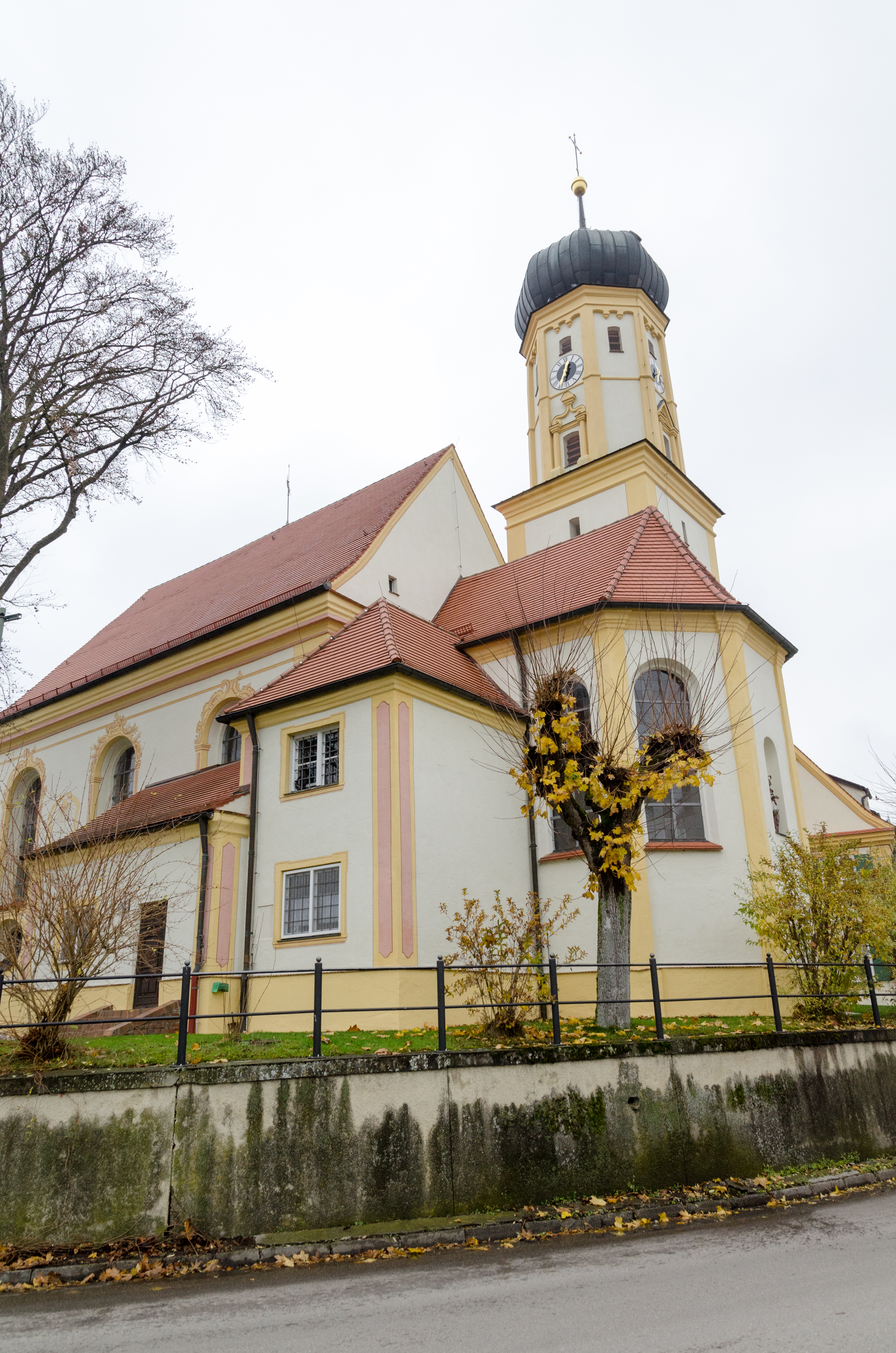
St. Alban in Oberhausen

Die römisch-katholische Pfarrkirche St. Alban steht in Oberhausen, einem Stadtteil von Weißenhorn im schwäbischen Landkreis Neu-Ulm in Bayern. Das Bauwerk ist in der Liste der Baudenkmäler in Weißenhorn als Baudenkmal unter der Nr. D-7-75-164-145 eingetragen. Die Kirche gehört zum Dekanat Neu-Ulm des Bistums Augsburg.

## Beschreibung
Die Saalkirche besteht aus einem Langhaus, einem eingezogenen, dreiseitig geschlossenen Chor im Osten, einem Chorflankenturm auf quadratischem Grundriss an der Nordwand und der Sakristei an der Südwand des Chors. Die unteren Geschosse des Chorflankenturms stammen aus dem letzten Drittel des 15. Jahrhunderts. Er wurde in der zweiten Hälfte des 16. Jahrhunderts mit zwei achteckigen Geschossen aufgestockt, die den Glockenstuhl und die Turmuhr beherbergen, und mit einer Zwiebelhaube bedeckt. 
Der Innenraum wurde 1780 umgestaltet. Er wurde mit einer Flachdecke überspannt, die Wände wurden mit Pilastern gegliedert. Die Fresken und Malereien stammen überwiegend von Konrad Huber. Die Gemälde über die Anbetung der Könige und die Anbetung der Hirten hat er um 1780 ausgeführt.